# Munidopsis aries
Munidopsis aries är en kräftdjursart som först beskrevs av Alphonse Milne-Edwards 1880.  Munidopsis aries ingår i släktet Munidopsis och familjen trollhumrar. Inga underarter finns listade i Catalogue of Life.